# Portal (serie)
Portal es una serie de videojuegos de plataforma y rompecabezas en primera persona desarrollados por Valve. Ambientados en el universo de Half-Life, los dos juegos principales de la serie, Portal (2007) y Portal 2 (2011), se centran en una mujer, Chell, que es obligada a someterse a una serie de pruebas en el Centro de Enriquecimiento Aperture Science por parte de una maliciosa inteligencia artificial llamada GLaDOS, que controla la instalación. La mayoría de las pruebas involucran el uso del «Dispositivo de portal portátil de Aperture Science», que crea una conexión similar a un agujero de gusano del tamaño de un humano entre dos superficies planas. El personaje del jugador o los objetos en el mundo del juego pueden moverse a través de portales mientras conservan su impulso. Esto permite utilizar complejas maniobras de «lanzamiento» para cruzar espacios amplios o realizar otras hazañas para llegar a la salida de cada cámara de prueba. Existen otras mecánicas, como láseres, puentes de luz, embudos de tractor y torretas, para ayudar o dificultar el objetivo del jugador de llegar a la salida. El concepto de portal fue introducido por el juego Narbacular Drop y sentó las bases del primer juego. Otro juego, Tag: The Power of Paint, formó la idea de los "geles" que alteran la superficie introducidos en Portal 2.
Ambos juegos han recibido elogios casi universales y han vendido millones de copias. El primer juego se lanzó como parte del paquete de videojuegos The Orange Box, donde además se incluía Half-Life 2, sus expansiones y Team Fortress 2. Aunque se pensó como una breve característica adicional a la compilación, luego se consideró el punto culminante de los cinco juegos que contenía. Su éxito condujo a la creación de Portal 2, un videojuego mucho más largo, que incluía modos para un jugador y cooperativo; también recibió elogios de la crítica de manera universal. Además de los desafiantes elementos de rompecabezas, ambos juegos son elogiados por su humor negro, escrito por Erik Wolpaw, Chet Faliszek y Jay Pinkerton, el trabajo de voz de los actores Ellen McLain, Stephen Merchant y J. K. Simmons, y las canciones de Jonathan Coulton. Se han desarrollado varios medios derivados junto con los juegos, y varios de los elementos del juego se han convertido en memes de Internet.

## Escenario y personajes

Uno de los logotipos del juego para Aperture.

Ambos juegos de Portal tienen lugar en el ficticio "Aperture Science Enrichment Center". Aperture Science fue fundada por Cave Johnson (con la voz de JK Simmons) y originalmente buscaba hacer cortinas de baño para el ejército. Su investigación resultó en el descubrimiento de la tecnología de portal y pronto se convirtió en un competidor directo de Black Mesa Research Facility (de la serie Half-Life) por financiación del gobierno. Johnson adquirió los derechos de una mina de sal en desuso en la península superior de Míchigan, donde comenzaron a construir un conjunto laberíntico de oficinas, laboratorios, instalaciones y cámaras de prueba. Durante este tiempo, Johnson se envenenó por la exposición al polvo lunar, un componente clave de la pintura necesaria para la tecnología de colocación de portales, y se volvió cada vez más trastornado.
En Portal 2 el jugador explora estas áreas de Aperture abandonadas hace mucho tiempo y se entera de que la empresa pasó de realizar pruebas con los mejores del país a voluntarios pagos y, en última instancia, a obligar a sus propios empleados a participar en las pruebas. Cerca del punto de su muerte, Johnson ordenó a su asistente de toda la vida Caroline (con la voz de Ellen McLain) que fuera el primer sujeto de prueba para una transferencia de mente a computadora; su personalidad finalmente formaría el núcleo de GLaDOS (también McLain). Algún tiempo después de la muerte de Johnson, las secciones antiguas de la instalación se vitrificaron y se construyó una instalación más moderna sobre esas ruinas. GLaDOS fue construida para controlar las instalaciones y monitorear las pruebas, pero los investigadores descubrieron que la computadora tenía tendencias malvadas y amenazaba con matar a todo el personal antes de que se apagara a tiempo. Los investigadores de Aperture construyeron una serie de "núcleos de personalidad" que encajarían en GLaDOS para evitar que se vuelva contra ellos. A pesar de esto, el día en que se activó oficialmente (casualmente en el día nacional estadounidense: "Día de llevar a tu hija al trabajo"), se volvió contra los investigadores y mató a casi todos en las instalaciones con dosis letales de gas neurotóxico. En los juegos y el cómic Lab Rat, un empleado, Doug Rattmann, sobrevivió debido a su esquizofrenia y desconfianza en GLaDOS. Al tratar de encontrar una manera de derrotar a GLaDOS, descubre que Chell, uno de los sujetos humanos mantenidos en almacenamiento criogénico dentro de Aperture, tiene un alto nivel de tenacidad y organiza los eventos de Portal moviéndola a la parte superior de Lista de pruebas de GLaDOS. GLaDOS sigue impulsado a probar sujetos humanos a pesar de la falta de humanos.
El jugador conoce Aperture en Portal, que según Valve, se establece en algún momento entre los eventos de Half-Life y Half-Life 2. GLaDOS despierta al personaje del jugador, Chell, para realizar pruebas. Chell resiste las mentiras y estratagemas verbales de GLaDOS y logra derrotar el núcleo de GLaDOS, la destrucción crea una implosión de portal que envía a Chell a la superficie, inconsciente. Rattmann, quien ayudó a Chell escribiendo mensajes de advertencia e instrucciones para llegar a las áreas de mantenimiento en las paredes de las instalaciones y había observado la batalla final, escapa de Aperture, pero al ver a un robot arrastrando el cuerpo de Chell hacia adentro, sacrifica su escape para asegurarse de que Chell sea puesta en almacenamiento criogénico de manera indefinida. Él mismo está gravemente herido, pero parece llegar a otra cámara criogénica, aunque no se revela su destino final.
Portal 2 tiene lugar varios años después de los eventos del primer juego y las instalaciones de Aperture se han deteriorado sin GLaDOS. Un núcleo de personalidad llamado Wheatley (Stephen Merchant) despierta a Chell de su sueño para ayudarla a detener una falla del reactor, pero sin darse cuenta despierta a GLaDOS, que había respaldado su personalidad. Aunque derrotan a GLaDOS poniendo a Wheatley en su lugar, Wheatley se siente abrumado por el poder y envía a Chell y GLaDOS, reducidos temporalmente a una pequeña computadora alimentada por una patata, al antiguo núcleo de Aperture, donde GLaDOS redescubre su relación con Caroline. Regresan a la superficie donde se ven obligados a derrotar a Wheatley antes de que su ineptitud con los sistemas de Aperture haga que los reactores de las instalaciones se vuelvan críticos y exploten. GLaDOS regresa al lugar que le corresponde y las instalaciones vuelven a la normalidad. GLaDOS luego deja ir a Chell, dándose cuenta de que la perspectiva de intentar matarla es demasiado problemática. En cambio, recurre a dos robots de su propia creación, Atlas y P-Body, para ubicar una reserva mítica de sujetos humanos adicionales mantenidos en sueño criogénico para que ella continúe con las pruebas.
Además de estos personajes, el juego incluye numerosas torretas buscadoras con láser que buscan matar al jugador, aunque se disculpan por ello; la mayoría tienen la voz de McLain, aunque algunas defectuosas en la secuela tienen la voz de Nolan North. GLaDOS le presenta a Chell el "Cubo de Compañía", que parece similar a otros cubos pesados (cajas) en el juego, pero decorado con corazones en los lados; GLaDOS intenta hacer creer a Chell que el Cubo de Compañía es un objeto inteligente y una clave para su supervivencia, antes de hacer que Chell lo deseche en un incinerador antes de salir de una cámara de prueba. Ambos juegos cuentan con otros núcleos de personalidad que se construyeron para mantener a GLaDOS bajo control; el primer juego incluye tres núcleos, los núcleos de moralidad, curiosidad e inteligencia, con la voz de McLain, así como un núcleo de ira gruñendo con la voz de Mike Patton. En Portal 2, se introducen tres núcleos más (más allá de Wheatley), incluido el irrelevante Fact Core, el audaz Adventure Core y el Space Core obsesionado con el espacio, cada uno con la voz de North.

## Jugabilidad
El jugador controla al personaje principal (Chell en las campañas para un solo jugador, o uno de Atlas y P-Body en el modo cooperativo) desde una vista en primera persona, corriendo, saltando e interactuando con interruptores u otros dispositivos. Los personajes que maneja el jugador pueden soportar grandes caídas, pero pueden morir al caer en el agua tóxica de la instalación, aplastados, o siendo disparados repetidamente por torretas.
Ambos juegos generalmente se dividen en una serie de cámaras de prueba; otras secciones del juego son áreas más exploratorias que conectan estas cámaras. Cada cámara tiene una puerta de salida a la que se debe llegar, lo que a menudo requiere que se cumplan ciertas condiciones, como haber presionado un botón grande con un "Cubo ponderado", efectivamente una caja. Estos acertijos requieren el uso del dispositivo de portal portátil de Aperture Science, la pistola de portal. El arma puede disparar dos portales, coloreados de manera diferente para su identificación, en cualquier superficie plana que esté pintada con una pintura específica que contenga polvo lunar. Una vez que se colocan ambos extremos del portal, el jugador puede caminar con el personaje entre ellos o transportar objetos con el arma del portal a través de ellos. Los extremos de los portales se pueden reposicionar tantas veces como sea necesario, pero ciertas acciones, como caminar a través de "rejillas de emancipación" o mover una superficie con un portal, harán que los portales se disipen.
Una característica crítica de los portales es que retienen la velocidad del objeto que viaja a través de ellos; como le dijo GLaDOS al jugador en el primer juego, "Lo veloz entra, lo veloz sale". Cuando los portales se colocan en planos no paralelos, esto puede crear el efecto de "arrojar". Por lo general, uno usa la gravedad para aumentar su impulso cuando cae en un portal, que los arroja por el otro lado para ganar velocidad y distancia que el salto y la carrera normales no podrían generar. Se puede usar un efecto de salto colocando portales en serie durante este lanzamiento, ganando más impulso con cada uso.
Los portales también permiten que la luz y otros objetos se transfieran a través de ellos, y numerosos acertijos implican el uso de portales para manipular bolas de energía que rebotan, láseres, puentes de "luz dura" y rayos tractores para acceder a nuevas ubicaciones o dirigir objetos a receptáculos específicos que deben activarse. para abrir la salida del nivel. Portal 2 presenta "geles de movilidad" que pueden pintar superficies, incluidas torretas y cubos, que también pueden moverse a través de portales, aunque no directamente por el jugador. Los geles pueden crear una superficie que repele al jugador (Gel de repulsión), aumenta la velocidad del jugador (Gel de propulsión) o permite que la superficie acepte portales (Gel de conversión).

## Historia
El concepto de Portal surgió de Narbacular Drop, un proyecto estudiantil del Instituto de Tecnología DigiPen. El juego incluía el aspecto de colocar portales en cualquier superficie plana y usarlos para maniobrar alrededor de los niveles. Los empleados de Valve, que asistieron a una feria de empleo DigiPen, vieron su juego y poco después ofrecieron a todo el equipo trabajos en Valve para ayudar a expandir su idea.
Valve originalmente vio a Portal como un juego experimental que se incluiría con su compilación The Orange Box, junto con el lanzamiento de Half-Life 2: Episode Two y Team Fortress 2. Para darle carácter al juego, Erik Wolpaw y Marc Laidlaw de Valve escribieron una historia mínima, ligeramente ligada al mundo de Half-Life. Necesitaban un personaje que guiara al jugador a través del juego, llegando a una inteligencia artificial cortés pero humorística, que finalmente se convertiría en el personaje de GLaDOS.
El lanzamiento de Portal con The Orange Box recibió elogios casi universales, y el juego independiente obtuvo una calificación global de Metacritic de 90 sobre 100. Con el éxito del juego, el trabajo en una secuela ampliada comenzó casi de inmediato, ampliando el equipo de desarrollo de 8 a unos 30-40 programadores. Las ideas iniciales para Portal 2 conservaron la idea de resolver acertijos a través de conceptos científicos, pero eliminaban por completo el uso de portales; a estas versiones no les fue bien con las audiencias de prueba ni con Gabe Newell, presidente de Valve. Estas ideas se descartaron, aunque Valve las guardó para su posible reutilización en un juego diferente. El desarrollo de Portal 2 se reinició específicamente para mantener el concepto del portal pero agregando nuevos elementos para refrescar el juego.
Durante este período, Valve fue testigo de otro proyecto estudiantil de Digipen, Tag: The Power of Paint, que permitía al jugador rociar pintura sobre superficies para alterar su comportamiento. Por este proyecto el equipo entró a Valve, aunque inicialmente no como parte del grupo de desarrollo de Portal. El equipo Tag había encontrado una forma de incorporar sus pinturas con código de dinámica de fluidos en tiempo real creado anteriormente por Valve, y pronto su concepto de pinturas se convirtió en "geles de conversión" como parte de Portal 2.
Valve incluyó un modo de juego cooperativo, basado en sus propias observaciones y las historias de los jugadores sobre cómo encontrar las soluciones a los acertijos de Portal en un entorno grupal. Con esta característica, buscaron la capacidad de habilitar el juego multiplataforma de Portal 2 entre computadoras y consolas a través de Steamworks. Esto llevó a que Newell revelara sorpresivamente que Portal 2 no solo estaría en la plataforma PlayStation 3, después de mencionar previamente las dificultades para hacer ports para la consola, sino que incluiría soporte para juego multiplataforma entre computadoras y PlayStation 3 a través de una interfaz de Steamworks limitada. Valve trajo al escritor Jay Pinkerton quién trabajó con National Lampoon, y al escritor de Left 4 Dead Chet Faliszek para ayudar a Wolpaw a realizar una historia más grande. Se basaron en las instalaciones de Aperture Science, brindando una historia más profunda para GLaDOS y el director ejecutivo de Aperture, Cave Johnson, además de desarrollar varios conceptos para "núcleos de personalidad" en última instancia, hasta la creación del personaje de Wheatley.
Portal 2 se lanzó de manera similar con grandes elogios con una puntuación de 95 sobre 100 en Metacritic. Valve sigió apoyando el juego a través del lanzamiento de dos paquetes de contenido descargable separados, uno que presenta una nueva campaña cooperativa, y un segundo que incorpora un editor de niveles fácil de aprender que permite a los jugadores hacer sus propias cámaras de prueba y compartirlas a través de Steam Workshop con otros. Además de esto, Valve ha creado una versión especial del editor de niveles Portal para usar junto con su programa "Steam in Schools" como un medio para usar el juego y el editor para enseñar a los estudiantes sobre física, matemáticas y otras lecciones; Valve lanzó esta versión de Portal 2 gratis para uso educativo. Al explorar opciones para un juego de realidad virtual a gran escala en 2017, Valve experimentó con Portal, pero descubrió que los sistemas de portal desorientaban en realidad virtual; en cambio, regresaron a la serie Half-Life y lanzaron Half-Life: Alyx en 2020.
En abril de 2022, Erik Wolpaw instó a Valve a hacer Portal 3 diciendo: "Tampoco me estoy volviendo más joven. Estamos llegando al punto en el que, es una locura pensar, [seremos] literalmente demasiado viejos para trabajar en Portal 3. Así que deberíamos hacerlo". En septiembre, Ellen McLain también llamó a Portal 3 diciendo que estaba dispuesta a protagonizarlo y pidió a los fanáticos que: "Escriban. Envíen correos electrónicos a Valve. Tienen mi bendición".

## Juegos

### Portal
Portal se lanzó en octubre de 2007 como parte de un paquete recopilatorio llamado The Orange Box, junto con Half-Life 2, sus dos episodios y Team Fortress 2. Valve consideró incluir Portal como una título bonus de la compilación; el juego se mantuvo corto a propósito a modo de que si no cumplía con las expectativas, los jugadores tendrían el resto del contenido de The Orange Box como una "red de seguridad". Desde entonces, Portal se volvió a lanzar como juego independiente en abril de 2008.

### Portal: Still Alive
Portal: Still Alive se lanzó en octubre de 2008 y fue una versión independiente de Portal con contenido adicional para Xbox Live Arcade. El juego incluía nuevos logros, desafíos adicionales en las cámaras de prueba ya existentes y niveles adicionales sin historia basados en los que se encuentran en el Portal: The Flash Version creada por We Create Stuff.

### Portal 2
Portal 2 se lanzó en abril de 2011 para computadoras y consolas. Está considerado como uno de los mejores videojuegos de todos los tiempos por numerosas publicaciones y críticos. El título recibió elogios por su jugabilidad, ritmo, humor negro, escritura, el trabajo de voz de McLain, Merchant y Simmons, y su desafiante pero superable curva de aprendizaje.

### Portal: Companion Collection
Portal: Companion Collection es una compilación de los dos títulos originales y contenido de Portal: Still Alive lanzado para Nintendo Switch el 28 de junio de 2022. El port fue desarrollado en colaboración con Nvidia Lightspeed Studios.

### Portal con RTX
En septiembre de 2022 Nvidia anunció que lanzaría una versión actualizada de Portal con trazado de rayos en tiempo real, como contenido descargable gratuito para los propietarios del juego original en PC. Esta versión se lanzó el 8 de diciembre de 2022.

## Spin-offy medios relacionados

### Aperture Hand Lab
Aperture Hand Lab es un videojuego de realidad virtual desarrollado conjuntamente por el estudio canadiense Cloudhead Games y Valve que se lanzógratis para Windows el 25 de junio de 2019. Es una demostración técnica ambientada en el universo de Portal que muestra las funciones de la tecnología de seguimiento de manos, nudillos y dedos utilizada por Valve Index.

### The Lab
The Lab es un juego de realidad virtual desarrollado por Valve como parte de su asociación con HTC y los auriculares de realidad virtual, HTC Vive. Se describió como una experiencia de realidad virtual "a escala de habitación", que consta de aproximadamente una docena de pequeñas experiencias experimentales que destacan el uso de la realidad virtual; tales incluyen experimentar una vista completamente panorámica que se ha unido a partir de una serie de fotografías, un juego de física en el que el jugador intenta lanzar núcleos de personalidad en pilas de cajas usando una catapulta y un juego basado en arco y flecha. The Lab se anunció en la Game Developers Conference de 2016 y se lanzó de forma gratuita el 5 de abril de 2016, luego del lanzamiento público de HTC Viv.

### Aperture Desk Job
El 1 de marzo de 2022 se lanzó el Aperture Desk Job, un juego gratuito ambientado en el universo Portal. Este es una demostración de las diversas funciones del sistema portátil Steam Deck. En el juego, el jugador trabaja como verificador de control de calidad de los inodoros fabricados por Aperture Science en sus primeros años. Estos son guiados por el núcleo de personalidad Grady (con la voz de Nate Bargatze), pero a medida que avanza el juego, los percances en la fábrica automatizada llevan a Grady a sugerir que el jugador desarrolle un inodoro armado como un invento para presentarle a Cave Johnson (con la voz por Simmons).

### Bridge Constructor Portal
Valve autorizó el uso de Portal a Headup Games y Clockstone Software, los desarrolladores de Bridge Constructor, para desarrollar Bridge Constructor Portal. El juego sigue el mismo tipo de jugabilidad que Bridge Constructor, donde los jugadores tienen la tarea de crear un puente a partir de un conjunto limitado de piezas para cruzar un río o un abismo, utilizando simulaciones físicas para probar si el puente resistirá el tráfico que lo cruza. Bridge Constructor Portal agrega elementos de la serie, como portales, como parte del desafío de construcción. El juego se desarrolla en Aperture Laboratories, con los acertijos siendo monitoreados por GLaDOS. El juego se lanzó el 20 de diciembre de 2017 para computadoras y dispositivos móviles, y más tarde en 2018 para las consolas PlayStation 4, Xbox One y Nintendo Switch.

### Portal 2: Lab Rat
Para ayudar a los Lab Rats a desarrollar la historia ficticia de Aperture Science, Valve creó un cómic digital para contar la historia del "Rat Man", un esquizofrénico que no se ve en los juegos pero crea murales y garabatos que guían a Chell en ambos juegos. El cómic, "Portal 2: Lab Rat", tiene lugar durante y después de Portal, y explica los eventos que llevaron a Portal 2. Las imágenes de Rat Man aparece temprano en Portal 2, donde vuelve a contar la trama del primer Portal. Michael Avon Oeming, que había trabajado en cómics para los juegos Team Fortress 2 y Left 4 Dead, y el artista interno de Valve, Andrea Wicklund, dibujaron el cómic. Ted Kosmatka escribió la mayor parte de la historia con aportes de los escritores de Portal 2. El cómic de 27 páginas estuvo disponible en línea en dos partes unas dos semanas antes del lanzamiento del juego y también se incluyó con el juego en sí. Dark Horse Comics ha publicado "Portal 2: Lab Rat" en una antología impresa de cómics de Valve, Valve Presents: The Sacrifice and Other Steam-Powered Stories, en noviembre de 2011. En el cómic, Doug Rattmann (también conocido como The Rat Man) es un científico que trabaja en las instalaciones de Aperture. Rattmann escapa del ataque inicial de neurotoxinas de GLaDOS, pero sufre síntomas cuando se le acaba la medicación para la esquizofrenia, lo que provoca alucinaciones de su Cubo de compañía hablando. Al darse cuenta de que Chell es excepcionalmente tenaz entre los sujetos de prueba de Aperture, Rattmann la mueve a la parte superior de la cola de sujetos de prueba, iniciando así los eventos del primer Portal. Después de que Chell derrota a GLaDOS, Rattmann escapa de Aperture, pero regresa en contra de las objeciones del Companion Cube cuando ve al Party Escort Bot arrastrando a Chell inconsciente hacia adentro y hacia una cámara criogénica deshabilitada. Se asegura de que Chell se mantenga en animación suspendida indefinida, pero una torreta le dispara en el proceso. Luego ingresa él mismo en una cápsula de estasis, dejando su destino después desconocido.

### The Final Hours of Portal 2
The Final Hours of Portal 2 es un libro digital escrito y creado por Geoff Keighley, el cual ofrece información sobre su creación. Keighley había trabajado previamente como editor en GameSpot, escribiendo varias artículos de "Final Hours" de 10,000 palabras en varios juegos donde visitó los estudios durante las últimas fases de desarrollo para documentar su creación. Una pieza, "Las horas finales de Half-Life 2", permitió a Keighley interactuar con Valve durante 2003 y 2004 y hablar con el personal mientras completaban el trabajo en Half-Life 2. Keighley quería recrear un trabajo similar para Portal 2, con el objetivo de convertirlo en un trabajo interactivo para el iPad. A Keighley se le otorgó acceso de "mosca en la pared" en Valve cuando se estaba produciendo Portal 2. El lanzamiento del iPad fue escrito por Keighley con el trabajo de Joe Zeff Design, un estudio que también había producido aplicaciones digitales para la revista Time. El trabajo interactivo proporciona fragmentos de películas y aplicaciones cortas para demostrar las diversas mecánicas del juego y las etapas del desarrollo del juego. Posteriormente, el trabajo se transfirió a un libro electrónico no interactivo y a una aplicación con la misma interactividad de iPad en la plataforma Steam. Tras el lanzamiento del paquete de contenido descargable "Peer Review", el trabajo se actualizó con un capítulo adicional que analiza la creación del nuevo contenido y las nuevas características que los jugadores pueden esperar en el futuro de Portal 2.

### Potato Sack
The Potato Sack fue un ARG (juego de realidad alternativa) concebido por Valve y 13 desarrolladores independientes de videojuegos como preludio del lanzamiento de Portal 2. El juego, lanzado el 1 de abril de 2011, condujo a la revelación de "GLaDOS@home", una parodia de los desafíos informáticos distribuidos, para que los jugadores cooperen en los juegos independientes para desbloquear Portal 2 en Steam alrededor de 10 horas antes de su lanzamiento previsto.

### Portal: Uncooperative Cake Acquisition Game
En 2015 se lanzó una versión de mesa de Portal, desarrollada por Cryptozoic Entertainment con la supervisión de Valve. Titulado Portal: Uncooperative Cake Acquisition Game, el juego se basa en jugadores que manipulan sus tokens, que son representativos de sujetos de prueba involuntarios, a través de varias cámaras de prueba en los Laboratorios Aperture. El objetivo es probar las cámaras más lucrativas mientras se intenta detener el progreso de otros jugadores.

### Merchandise
Valve ha vendido varios estampados, camisetas y otros recuerdos basados en Portal a través de su propia tienda, a menudo aprovechando la popularidad de ciertos memes que ha creado la serie. Cuando se lanzaron por primera vez, ambos se agotaron en menos de 24 horas.

### Apariciones en otros videojuegos
El principal antagonista de la serie, GLaDOS, fue incluido como crupier en Poker Night 2. Este juego presenta elementos desbloqueables temáticos de Portal, como naipes, mesa y sala. Wheatley también aparece como moneda de cambio. Se creó un contenido descargable basado en Portal para Zen Pinball 2 Pinball FX2 en colaboración con Valve y Zen Studios. El videojuego crossover Lego Dimensions, que incorpora el uso de minifiguras de Lego con un gamepad especial, incluye elementos temáticos de Portal, como se demostró durante su tráiler de Electronic Entertainment Expo 2015. Aparece un nivel temático de Portal como parte de la campaña de la historia principal, con GLaDOS jugando un papel importante en la trama del juego. Se lanzó una minifigura de Chell que viene empaquetada con una torreta centinela para construir y un cubo complementario; la figura desbloquea un nivel adicional y un área de mundo abierto basada en la serie cuando se usa en el juego. Los niveles del Portal incluyen huevos de Pascua basados en Doug Rattman escondiéndose. El juego también presenta una nueva canción escrita por Jonathan Coulton e interpretada por Ellen McLain que se reproduce durante los créditos finales.
Se lanzó un conjunto cosmético basado en Companion Cube como un reemplazo visual para el personaje "Io" en el juego de arena de batalla multijugador en línea de Valve, Dota 2. Estrellas invitadas de GLaDOS en Defense Grid: The Awakening en una expansión de historia completa. Atlas aparece como un personaje jugador en el paquete de contenido descargable para Runner2. P-Body es un personaje jugable en la versión para Windows de Super Bomberman R. En abril de 2018, se agregó a The Ball un conjunto de siete niveles DLC temáticos de Portal.
GLaDOS aparece en una misión secundaria en Cyberpunk 2077 como una IA asesina que conduce un taxi y finalmente intenta matar al protagonista. Evil Genius 2: World Domination incluye un paquete de expansión gratuito con temática de Portal que agrega salas y trampas con temática de Portal al juego. Rocket League lanzó DLC gratuito que incluye una variedad de elementos de la serie Portal disponibles para la personalización del vehículo. Minecraft presenta oficialmente a los personajes de Portal Chell, Atlas y P-Body como máscaras cosméticas que se pueden comprar en Minecraft Marketplace para Minecraft Bedrock Edition. El paquete de máscaras con estos personajes se lanzó originalmente como DLC para Minecraft Xbox 360 Edition.

## En educación
Los juegos del Portal han encontrado aplicación en aspectos educativos fuera del desarrollo de juegos. El primer juego fue elogiado como un ejemplo de andamiaje instructivo en el que al estudiante se le brinda primero un entorno para aprender nuevas herramientas con suficiente agarre manual, pero estas facetas se eliminan lentamente a medida que el estudiante avanza. Al menos una universidad, Wabash College, introdujo Portal como parte de los cursos obligatorios; en Wabash, el juego se utiliza como ejemplo de la difusión de Erving Goffman sobre la dramaturgia, La presentación del yo en la vida cotidiana. En una presentación de mediados de 2011 en el Festival Games for Change 2011 en la Universidad de Nueva York, Gabe Newell declaró la intención de Valve de dirigir Portal y Portal 2 hacia la educación. Newell declaró que Valve "no ve una división entre hacer un juego que pueda funcionar bien y ser educativo", y ya estaba trabajando con las escuelas para desarrollar planes de lecciones en torno al juego. En un ejemplo, Valve trajo a estudiantes de la cercana escuela Evergreen para verlos interactuar con el juego en un entorno educativo. Como parte de este efecto, la empresa promocionó el Portal para uso gratuito de cualquier usuario durante septiembre de 2011. Al hablar en el Festival Games for Change 2012, Newell dijo que los educadores elogiaron la respuesta a estos esfuerzos.  Sus esfuerzos culminaron en un programa "Teach with Portals" que Newell anunció en el Festival. El esfuerzo se basa en un "Puzzle Maker" independiente que incorpora el editor de niveles para Portal 2 que se lanzó como contenido gratuito para el juego a principios de 2012. Valve había construido Puzzle Maker con la ayuda de educadores, para que fuera adecuado para los planes de lecciones y para que los maestros lo usaran fácilmente para construir dichos planes. El Puzzle Maker no se limita a la física, sino que está diseñado para ser modular, de modo que se puedan incluir otros campos, como la electrónica fundamental o la química. La iniciativa "Teach with Portals" se basa en una versión simplificada del cliente Steam, "Steam for Schools", que está diseñado para usarse en las escuelas, lo que permite a los instructores controlar la instalación de los juegos y los planes de lecciones en el computadoras de los estudiantes. Estas herramientas, así como copias de Portal 2 y Puzzle Maker, se ofrecen de forma gratuita a todos los educadores.

## Adaptación cinematográfica
En febrero de 2013, el presidente de Valve, Gabe Newell, y el director de cine JJ Abrams anunciaron que iban a colaborar en una adaptación cinematográfica de la serie Portal. En 2016, Abrams declaró que la película estaba en la etapa de escritura del guion. Abrams confirmó en mayo de 2021 que la adaptación cinematográfica aún estaba en proceso.

## En la cultura popular
Varios elementos de Portal son parte de la cultura popular, generalmente como base para memes de Internet.
- Durante Portal, el jugador explora áreas fuera de las cámaras de prueba donde los mensajes garabateados dejados por Rattmann y otros advierten sobre el engaño de GLaDOS. En particular, mientras GLaDOS promete que Chell recibirá un pastel por completar los cursos de capacitación, los mensajes alertan que esta recompensa no existe y que "el pastel es una mentira ". La frase se convirtió en un meme de Internet, dando lugar a numerosos chistes relacionados con los pasteles, así como a su adaptación como término relativo a una falsa promesa. Al escribir Portal 2, Wolpaw declaró que estaban tan hartos de los chistes de pasteles que evitaron deliberadamente cualquier referencia a ellos, excepto por un sutil asentimiento.[75]
- En un nivel de Portal, el jugador recibe un cubo ponderado inanimado con corazones en todos los lados, llamado "Cubo complementario ponderado" por GLaDOS. GLaDOS procede a afirmar que el cubo no está vivo y que no puede hablar, GLaDOS alienta a Chell a ignorar el cubo en caso de que hable. Se requiere que el jugador use el Cubo complementario ponderado para completar el nivel, pero para salir del nivel, el jugador debe dejar caer el Cubo en un incinerador. El Companion Cube ponderado se convirtió en un artículo popular para incluir en la mercancía temática de Portal
- La secuencia de créditos ' Portal se reproduce sobre la canción "Still Alive ", compuesta por Jonathan Coulton y, en su forma original, cantada por Ellen McLain con la voz de GLaDOS. La canción, cantada desde el punto de vista de GLaDOS al considerar su derrota como "un éxito", contribuyó a la respuesta positiva del juego y destacó el trabajo de Coulton para los jugadores, y llevó a Valve a traer de vuelta a Coulton para grabar una canción de créditos para Portal. 2.
- El arma del portal es una de varias armas utilizadas junto con otras de otras franquicias de juegos y películas en una lucha culminante para la película Free Guy de 2021 que tiene lugar dentro de un videojuego.[76]
- En 2022, GEICO lanzó un comercial titulado "The Gecko Visits Portal", que presenta elementos de los juegos de Portal, como una cámara de prueba inédita que se muestra en los avances de Portal 2, con McLain retomando su papel de GLaDOS.[77]